# Paolo Veronese
Paolo Veronese (n. 1528, Verona - d. 19 aprilie 1588, San Angelo) a fost un pictor italian din perioada târzie a Renașterii, marcând trecerea spre Manierism. Pe numele adevărat Paolo Caliari sau Cagliari, artistul a căpătat cu timpul numele de Veronese, după orașul în care s-a născut. Stabilit de tânăr la Veneția, Veronese este - alături de Tițian și Tintoretto - unul din cei mai remarcabili reprezentanți ai școlii venețiene de pictură a secolului al XVI-lea.

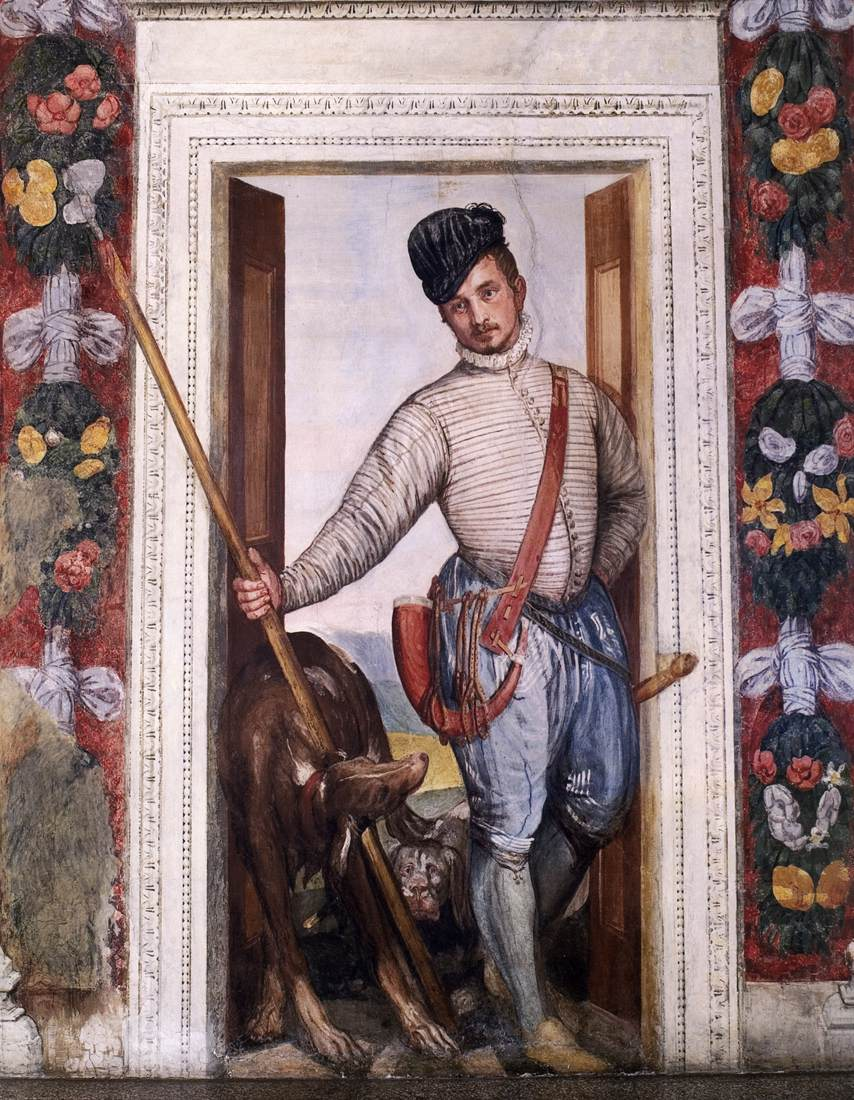
Paolo Veronese: Presupus autoportret. Frescă în Villa Barbaro, Masèr

## Viața și opera
Paolo Caliari (zis Veronese) s-a născut în anul 1528 la Verona. De la tatăl său, Gabriele Caliari - un pietrar cu solide cunoștințe de sculptură și arhitectură - a învățat să modeleze argila și a deprins extraordinarul simț al formei de care va profita în creația sa. În 1541 intră ca ucenic în atelierul lui Antonio Badile, un pictor renumit în Verona, reprezentant al curentului tradițional. Începând cu anul 1535 va lucra cu celebrul arhitect Michele Sanmicheli, care în anul 1551 îi încredințează decorarea vilei pe care o construise pentru familia Soranzo în Treville, nu departe de Castelfranco. În anul 1552 câștigă concursul pentru decorarea altarului catedralei din Mantova, și un an mai târziu pleacă la Veneția. Aici artistul primește o importantă comandă: decorarea a trei săli ale "Consiliului celor Zece" din Palatul Dogilor.
Veronese este primit în Veneția ca un artist recunoscut, el se stabilește în 1555 în acest oraș, unde va trăi și va lucra până la sfârșitul vieții, devenind unul din cei mai de seamă reprezentanți ai școlii venețiene de pictură. Primește numeroase comenzi importante, de pildă decorarea bolții Marii Săli din Libreria Marciana (Biblioteca Sfântului Marcu). Lucrează atât pentru biserici, cât și pentru palatele notabilităților venețiene, lucru mai puțin obișnuit la Veneția, unde majoritatea artiștilor erau specializați fie pe tematică religioasă, fie pe cea laică. Tema tabloului Iisus la Emaus, aflat în prezent în Muzeul Louvre din Paris, este desprinsă din Evanghelia Sfântului Luca. Compoziția tabloului se bazează pe mai multe axe transversale, trasate de brațele întinse ale apostolilor și de mâna ridicată a lui Iisus, care duc la o intensificată aglomerare de gesturi în planul central al tabloului. În anul 1558 începe să lucreze la frescele din sacristia bisericii San Sebastiano, a căror execuție îi va lua mai mulți ani. Ciclul de picturi de la San Sebastiano se numără printre lucrările cele mai frumoase pe care artistul le-a realizat de-a lungul carierei sale. Scena Martiriului Sfântului Sebastian, de pe unul din pereții laterali ai bisericii, impresionează prin tensiunea spirituală și prin tehnica desăvârșită a pictorului în maniera cum construește culoarea. 

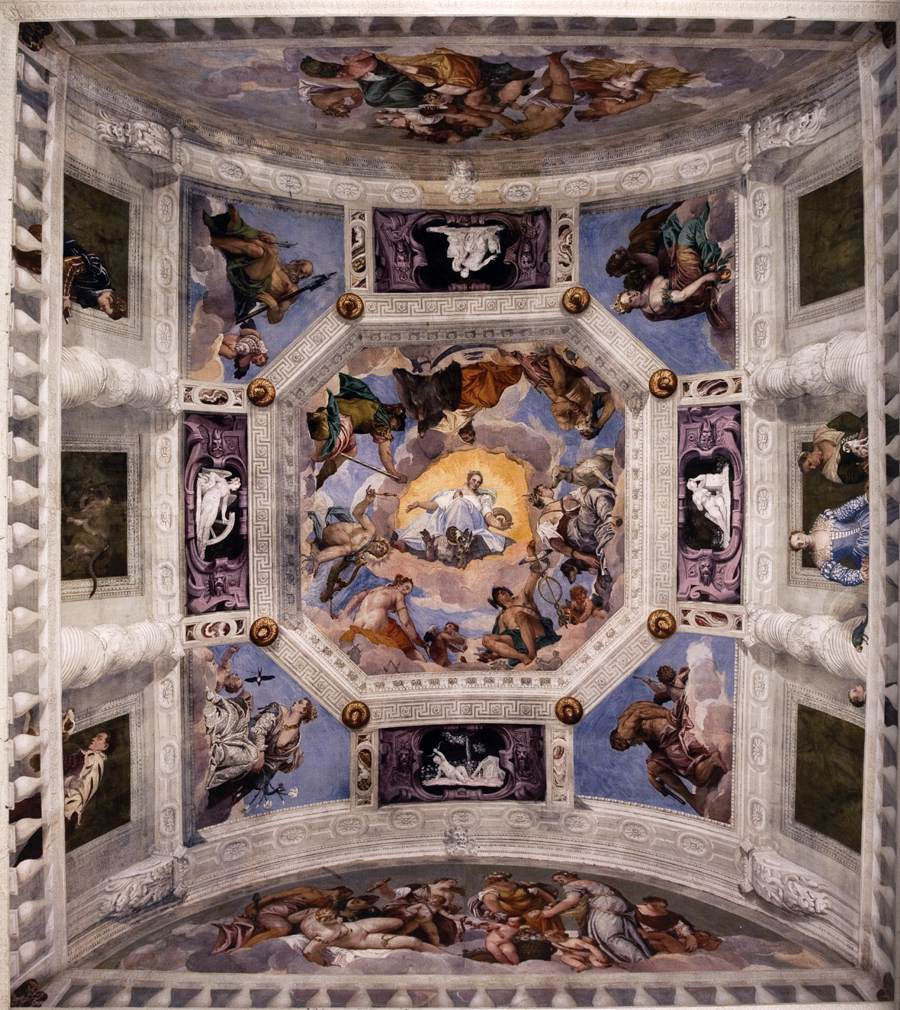
Plafonul "Salonului Olimpic" din Villa Barbaro

În anul 1560, Veronese pleacă la Roma. Aici descoperă operele lui Rafael și Michelangelo, a căror artă produce asupra lui o impresie profundă. În același an, după întoarcerea la Veneția, primește comanda de a decora vila pe care Marcantonio Barbaro o construise la Masèr după proiectul vestitului arhitect Andrea Palladio. În scurtă vreme, pictorul va realiza fresce de o frumusețe indescriptibilă, care îi vor aduce gloria. Din acel moment va fi considerat unul dintre marii pictori venețieni, alături de Tițian și Tintoretto.
În anul 1562, călugărițele de la mănăstirea San Giorgio Magiore îl solicită să realizeze o compoziție de mari dimensiuni, care să decoreze sala de mese (refectorium-ul) mănăstirii: este vorba de celebra pictură intitulată Nunta din Cana Galilei, construită ca o scenă teatrală la care participă zeci de personaje surprinse în mișcare. Scena prezintă momentul în care apa este preschimbată în vin, minune care prevestește Euharistia. Veronese lucrează fără întrerupere. Puținul timp liber care îi rămâne îl dedică familiei sale. În 27 aprilie 1566 se căsătorește cu Elena Badile, fiica primului său maestru, și se mută cu locuința în cartierul Sf. Samuel, în apropierea palatului San Stefano.
În aprilie 1573 Veronese termină un tablou de mari dimensiuni intitulat Cina cea de Taină, destinat mănăstirii călugărilor dominicani de pe lângă bazilica Santi Giovanni e Paolo, care să ornamenteze refectorium-ul, în locul unei opere a lui Tițian, distrusă în urma unui incendiu. Atmosfera oarecum frivolă a compoziției îi revoltă pe inchizitorii "Sfântului Tribunal", care îi reproșează maestrului introducerea în tablou a "bufonilor, bețivilor, piticilor și a altor lucruri necuviincioase". La proces, artistul se apără cu multă înțelepciune, este în cele din urmă declarat nevinovat, însă tribunalul îi ordonă schimbarea titlului operei, care din acel moment se va numi Ospățul în casa levitului.

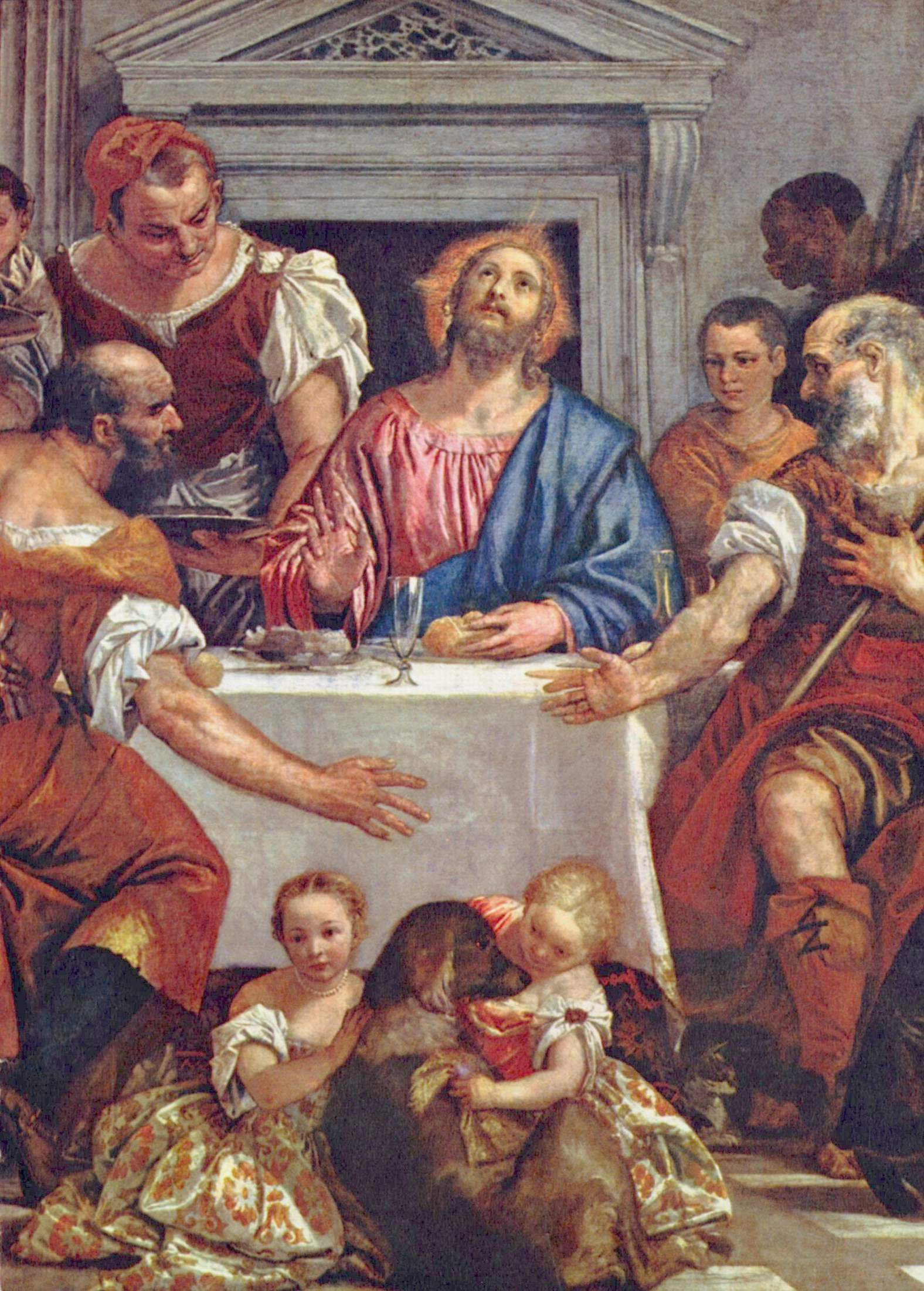
Iisus în Emaus, 1559-1560
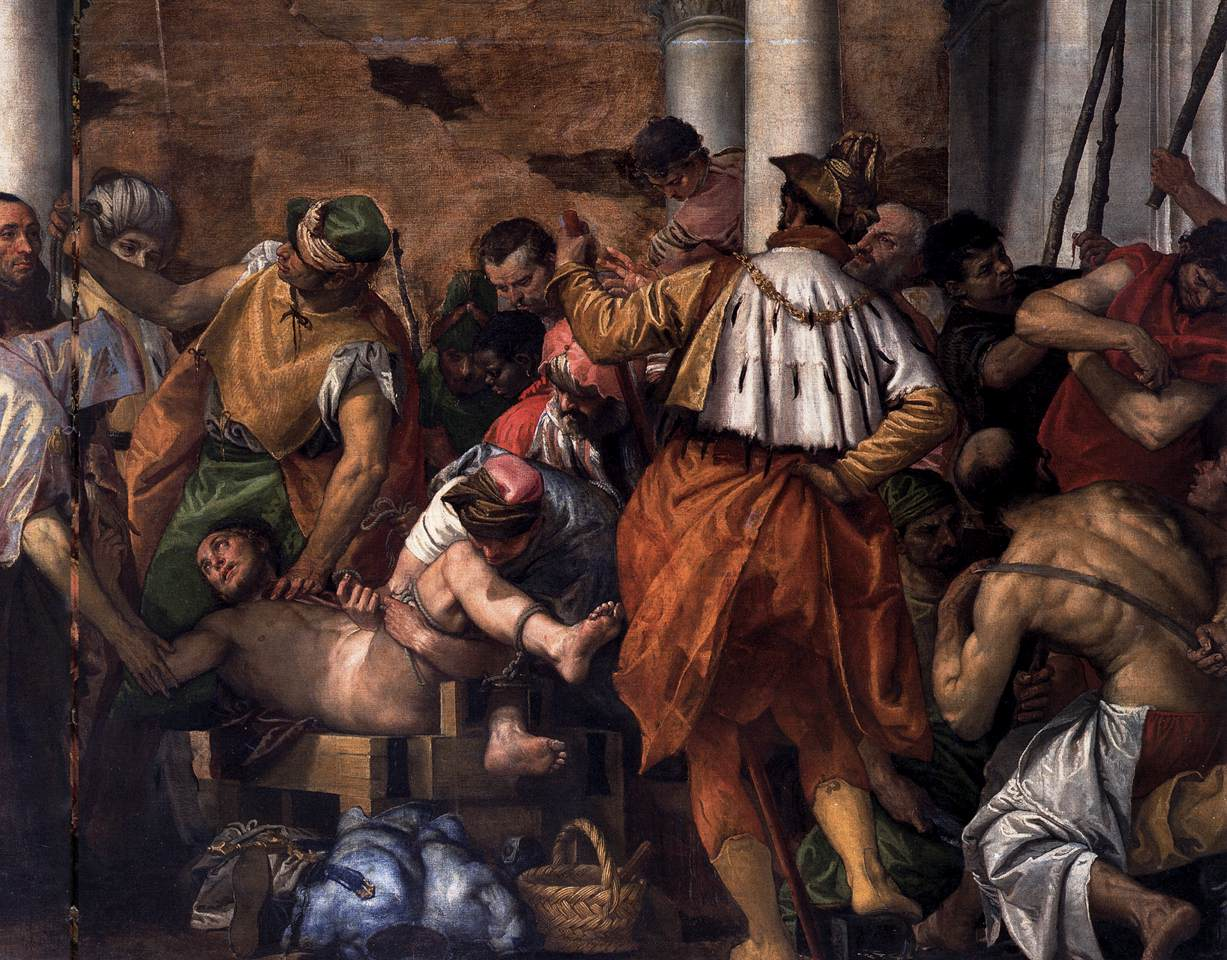
Martiriul Sfântului Sebastian, 1566
Ospăţul din casa Levitului, 1573

Operele cu caracter laic au o tematică provenită fie din istoria antică, fie din mitologie. Compoziția Familia lui Darius în fața lui Alexandru este o dovadă a maturității artistice a lui Veronese. Tabloul este construit după tiparul oferit de tradiția venețiană "en frise". Artistul înscrie figurile într-un spațiu delimitat de o balustradă, care desparte decorul arhitectural din fundal, ale cărei arcuri și coloane sugerează o ambianță teatrală, de primul-plan în care se desfășoară "spectacolul" dramatic al acțiunii principale. Tabloul Venus și Adonis (1580), care se găsește în prezent la Muzeul "Prado" din Madrid, reprezintă una dintre cele mai reușite și mai armonioase versiuni ale acestui motiv pictat de Veronese. În Marte și Venus avem de-a face cu interpretarea originală a unui alt motiv alegoric, frecvent abordat de Veronese. Zeul războiului și zeița frumuseții și iubirii îi servesc pictorului la prezentarea unei lumi pașnice, în care iubirea triumfă asupra agresivității omenești.
În anii optzeci, Veronese, acum în vârstă de peste cincizeci de ani, simte din ce în ce mai des nevoia de a se odihni. La lucru îl ajută deja cei doi fii mai mari, Gabriele și Carletto. În anul 1583 își cumpără în localitatea San Angelo o proprietate, unde se retrage din Veneția. Acolo, Veronese moare în ziua de 19 aprilie 1588. Este înmormântat în mausoleul de la biserica San Sebastiano din Veneția, în atmosfera minunată a picturilor pe care le-a executat.
Tablourile lui Veronese emană o frumusețe irezistibilă și ne uimesc prin bogăția lor, adesea preaslăvesc splendoarea "Serenissimei Republici", Veneția, dar respiră totodată o atmosferă de imperturbabilă liniște. În operele perioadei târzii de creație, paleta cromatică a artistului capătă tonuri ma întunecate, devenind ușor melancolică, departe totuși de dramatismul reprezentărilor lui Tintoretto. Veronese nu este însă un pictor pur decorativ. El stăpânește la perfecție tehnica artistică, iar simțul deosebit al luminii și culorii îi va determina pe pictorii coloriști, inclusiv pe impresioniști, să-și desăvârșească tehnica studiind operele lui Veronese. În limbajul artistic a intrat de altfel noțiunea de "verdele Veronese", prin care se înțelege culoarea albastru-verzuie, care apare adeseori în tablourile sale.